# Berthenicourt
Berthenicourt es una comuna francesa, situada en el departamento de Aisne, de la región de Alta Francia.

## Demografía
| 181 | 176 | 187 | 177 | 200 | 200 | 208 | 202 |
| Para los censos de 1962 a 1999 la población legal corresponde a la población sin duplicidades (Fuente: INSEE [Consultar]) |     |     |     |     |     |     |     |